# Xã Reed, Quận Dauphin, Pennsylvania
Xã Reed (tiếng Anh: Reed Township) là một xã thuộc quận Dauphin, tiểu bang Pennsylvania, Hoa Kỳ. Năm 2010, dân số của xã này là 239 người.